# دراگون بال سوپر: برولی
دراگون بال سوپر: برولی (انگلیسی: Dragon Ball Super: Broly) یک انیمه ژاپنی ۲۰۱۸ فیلم رزمی فیلم فانتزی فیلم ماجراجویی، به کارگردانی تاتسویا ناگامینه و نویسندگی آکیرا توریاما خالق سریال دراگون بال است.